# 핸드메이즈 테일
《핸드메이즈 테일》(영어: The Handmaid's Tale)은 미국의 텔레비전 드라마로, 1985년 마거릿 애트우드의 소설 《시녀 이야기》를 원작으로 한다.

## 출연진
| - 엘리자베스 모스 - 준 오스본 / 오프레드 / 오프이오시프 - 조지프 파인스 - 프레드 워터퍼드 사령관 - 이본 스트러호브스키 - 세리나 조이 워터퍼드 - 알렉시스 블레델 - 에밀리 말렉 박사 / 오프글렌 / 오프스티븐 / 오프로이 / 오프이오시프 - 매들린 브루어 - 제이닌 린도 / 오프워런 / 오프대니얼 / 오프하워드 - 앤 다우드 - 리디아 이모 / 미스 클레먼츠 - O. T. 패그벤레이 - 루크 방콜레 - 맥스 밍겔라 - 닉 블레인 사령관 - 사미라 와일리 - 모이라 스트랜드 - 어맨다 브루걸 - 리타 - 브래들리 휫퍼드 - 조지프 로런스 사령관 | - 스티븐 컹큰 - 워런 퍼트넘 사령관 - 에버 캐러딘 - 나오미 퍼트넘 - 타티와나 존스 - 릴리 풀러 / 오프글렌 - 제네사 그랜트 - 돌로레스 / 오프새뮤얼 - 바히아 왓슨 - 브리애나 / 오프에릭 - 조대나 블레이크 - 해나 방콜레 / 애그니스 매켄지 - 이디 잉크세터 - 엘리자베스 이모 - 크리스틴 구토스키 - 베스 - 에린 웨이 - 에린 - 클리어 듀발 - 실비아 - 체리 존스 - 홀리 매덕스 - 샘 예이거 - 마크 튜엘로 - 그레그 브릭 - 레이 쿠싱 사령관 - 로한 미드 - 아이작 - 줄리 드레친 - 엘리너 - 오디나 스티븐스톰슨 - 프랜시스 - 애슐리 러스롭 - 내털리 / 오프매슈 - 수지니아 스리 - 시에나 - 조너선 워튼 - 매슈 캘훈 사령관 - 크리스토퍼 멜로니 - 조지 윈즐로 사령관 - 엘리자베스 리저 - 올리비아 윈즐로 - 세라 맥비 - 리나 | - 사브리나 게바라 - 카스티요 부인 - 크리스티안 바리야스 - 플로레스씨 - 로자 길모어 - 조이 - 팀 랜섬 - 휫퍼드씨 - 머리사 토메이 - 오코너 부인 - 야히아 압둘마틴 2세 - 오마 - 존 캐럴 린치 - 댄 - 켈리 젠렛 - 애니 - 리베카 리튼하우스 - 오뎃 - 에이미 랜데커 - 매켄지 부인 - 레일라 로빈스 - 패멀라 조이 - 에밀리 알트하우스 - 노엘 - 오프라 윈프리 |

## 에피소드
각 에피소드의 번역 제목은 씨네프 채널의 번역을 기재하였다.

### 시즌 1
| 회차 | 제목                                               | 감독                | 각본                   | 방송날짜        |
| ---- | -------------------------------------------------- | ------------------- | ---------------------- | --------------- |
| 1    | "오프레드" "Offred"                                | 리드 모라노         | 브루스 밀러            | 2017년 4월 26일 |
| 2    | "출산" "Birth Day"                                 | 리드 모라노         | 브루스 밀러            | 2017년 4월 26일 |
| 3    | "기대" "Late"                                      | 리드 모라노         | 브루스 밀러            | 2017년 4월 26일 |
| 4    | "벽장 속 글귀" "Nolite Te Bastardes Carborundorum" | 마이크 바커         | 릴라 거스틴            | 2017년 5월 3일  |
| 5    | "신뢰" "Faithful"                                  | 마이크 바커         | 도러시 포튼베리        | 2017년 5월 10일 |
| 6    | "여성의 지위" "A Woman's Place"                    | 플로리아 시지스몬디 | 웬디 스트레이커 하우저 | 2017년 5월 17일 |
| 7    | "국경 너머" "The Other Side"                       | 플로리아 시지스몬디 | 린 러네이 맥시         | 2017년 5월 24일 |
| 8    | "이세벨" "Jezebels"                                | 케이트 데니스       | 키라 스나이더          | 2017년 5월 31일 |
| 9    | "모험" "The Bridge"                                | 케이트 데니스       | 에릭 투크먼            | 2017년 6월 7일  |
| 10   | "빛과 어둠" "Night"                                | 카리 스코글런드     | 브루스 밀러            | 2017년 6월 14일 |

### 시즌 2
| 회차 | 제목                              | 감독            | 각본                       | 방송날짜        |
| ---- | --------------------------------- | --------------- | -------------------------- | --------------- |
| 1    | "탈출" "June"                     | 마이크 바커     | 브루스 밀러                | 2018년 4월 25일 |
| 2    | "비여성" "Unwomen"                | 마이크 바커     | 브루스 밀러                | 2018년 4월 25일 |
| 3    | "모녀" "Baggage"                  | 카리 스코글런드 | 도러시 포튼베리            | 2018년 5월 2일  |
| 4    | "집으로" "Other Women"            | 카리 스코글런드 | 야린 챙                    | 2018년 5월 9일  |
| 5    | "부부" "Seeds"                    | 마이크 바커     | 키라 스나이더              | 2018년 5월 16일 |
| 6    | "화목한 가정" "First Blood"       | 마이크 바커     | 에릭 투크먼                | 2018년 5월 23일 |
| 7    | "후폭풍" "After"                  | 카리 스코글런드 | 린 러네이 맥시             | 2018년 5월 30일 |
| 8    | "여자의 일" "Women's Work"        | 카리 스코글런드 | 니나 피오레, 존 에레라     | 2018년 6월 6일  |
| 9    | "폭로" "Smart Power"              | 제러미 포데스와 | 도러시 포튼베리            | 2018년 6월 13일 |
| 10   | "마지막 의식" "The Last Ceremony" | 제러미 포데스와 | 야린 챙                    | 2018년 6월 20일 |
| 11   | "홀리" "Holly"                    | 데이나 리드     | 브루스 밀러, 키라 스나이더 | 2018년 6월 27일 |
| 12   | "출산자" "Postpartum"             | 데이나 리드     | 에릭 투크먼                | 2018년 7월 4일  |
| 13   | "딸들의 미래" "The Word"          | 마이크 바커     | 브루스 밀러                | 2018년 7월 11일 |

### 시즌 3
| 회차 | 제목                                    | 감독                 | 각본                   | 방송날짜        |
| ---- | --------------------------------------- | -------------------- | ---------------------- | --------------- |
| 1    | "밤" "Night"                            | 마이크 바커          | 브루스 밀러            | 2019년 6월 5일  |
| 2    | "가정부들" "Mary and Martha"            | 마이크 바커          | 키라 스나이더          | 2019년 6월 5일  |
| 3    | "쓸모" "Useful"                         | 아마 아산테          | 야린 챙                | 2019년 6월 5일  |
| 4    | "아이에게 축복을" "God Bless the Child" | 아마 아산테          | 에릭 투크먼            | 2019년 6월 12일 |
| 5    | "익명의 전화" "Unknown Caller"          | 콜린 왓킨슨          | 머리사 조 세러         | 2019년 6월 19일 |
| 6    | "가족" "Household"                      | 디어블라 월시        | 도러시 포튼베리        | 2019년 6월 26일 |
| 7    | "주께서 지켜보시길" "Under His Eye"     | 마이크 바커          | 니나 피오레, 존 에레라 | 2019년 7월 7일  |
| 8    | "부적합" "Unfit"                        | 마이크 바커          | 키라 스나이더          | 2019년 7월 10일 |
| 9    | "영웅" "Heroic"                         | 데이나 리드          | 린 러네이 맥시         | 2019년 7월 17일 |
| 10   | "참관" "Witness"                        | 데이나 리드          | 제이시 헬드릭          | 2019년 7월 24일 |
| 11   | "거짓말쟁이" "Liars"                    | 데니즈 감제 에르귀벤 | 야린 챙                | 2019년 7월 31일 |
| 12   | "희생" "Sacrifice"                      | 데니즈 감제 에르귀벤 | 에릭 투크먼            | 2019년 8월 7일  |
| 13   | "메이데이" "Mayday"                     | 마이크 바커          | 브루스 밀러            | 2019년 8월 14일 |